# Tinejdad
Tinejdad (arabiska: تنجداد) är en stad i Marocko. Den ligger i provinsen Errachidia och regionen Drâa-Tafilalet, 300 km sydost om huvudstaden Rabat. Antalet invånare var 8 942 vid folkräkningen 2014.